# ابوذر بوزجانی
ابوذر بوزجانی (درگذشتهٔ ۳۶۶–۳۶۷ هـ. ق) شاعر قرن چهارم ایرانی بوده‌است. او متولد بوزجان (بوژگان - تربت جام امروزی) بوده‌است و گویا در زمان حیات نیز از شهرت برخوردار بوده‌است. شیخ احمد جامی در انس التائبین و عبدالرحمن جامی در کتاب نفحات الانس به اشعار و کرامات او استناد کرده‌اند. سبکتکین، پادشاه غزنوی به دیدار او رفته‌است. اشعار او را از نخستین تجربه‌های شعر عرفانی فارسی دانسته‌اند.
بر طبق نظر محمدرضا شفیعی کدکنی، او یکی از نخستین شاعران صوفی و از اولین سرایندگان شعر عرفانی در زبان پارسی است. وی همچنین او را یکی از بزرگان مذهب محمد بن کرّام سجستانی دانسته است. 

## زندگی
دوران آخر حیات او را باید مقارن با کودکی ابوسعید ابوالخیر (۳۵۷ - ۴۴۰) دانست. 

## نمونه شعر
| تو به علم ازل مرا دیدی        |  | دیدی آنگه به عیب بخْریدی |
| تو به علم آن و من به عیب همان |  | رد مکن آنچه خود پسندیدی |

| ما بار خدای باسزاییم     |  | واندر دو جهان یکی خداییم |
| ما نور و سرور عارفانیم   |  | ما چشم و چراغ اولیاییم   |
| نمرود به گاه پور آذر     |  | گفتا که خدای خلق ماییم   |
| بیچاره‌ترین خلق او بود    |  | بیچاره بمرد و ما به‌جاییم |
| بس دست مبارزان کاری      |  | ما بند ز هم فروگشادیم    |
| س بیوه‌زنان که بیوه کردیم |  | بس شاه که در لحد نهادیم  |
| کس را نرسد چرای بر ما    |  | جز آن نبود که ما نهادیم  |